# سیکان (دژ)

## قلعه میر غلام هاشمی (قلعه سیکان)
قلعه میر غلام هاشمی یکی از بناهای دوران قاجاریه در ایلام می‌باشد که طبق سنگ نوشته نصب شده بر دیوار ورودی بنا، در سال ۱۳۰۳هجری قمری، توسط میرغلام هاشمی درروستای فرخ‌آباد ساخته شده‌است. بنای قلعه به سبک دوره ساسانی و به شکل چهار ایوانی و با مصا لحی از سنگ  و ملات گچ ساخته شده که در زمان خود کاربرد نظامی-مسکونی داشته‌است. با توجه به گذشت قریب به یکصد سال از ساخت قلعه سیکان، وضعیت ظاهری این بنای تاریخی به دلیل سبک معماری و نوع مصالح به کار رفته از استحکام قابل توجه‌ای برخوردار است به طوریکه اسکلت ظاهری بنا سالم باقی مانده است. بنای مذکور دارای پلانی تقریباً مربع شکل و به ابعاد ۴۰/۲۹*۵۰/۳۱متر است. در راس شمال شرقی و غربی دو برج نگهبانی دارد. در مجموع قلعه دارای سی و پنج اتاق بوده‌است و به صورت تو در تو به یکدیگر مرتبط هستند. ضلع‌های شرقی و غربی آن کاملاً قدیمی است. از دیگر خصوصیات این قلعه می‌توان به وجود سه عدد اتاقک نگهبانی در دو راس ضلع غربی و بالای سر در ورودیهای ضلع شمالی اشاره نمود که احتمالا محلی برای دیده بانی بوده‌است و علاوه بر آن دور تا دور قلعه در قسمت بالای پشت بام با ارتفاع حدود یک متر جان پناه داشته که به شکل کنگره مانند بوده‌است و این خود نشان دهنده این است که قلعه هم کاربرد نظامی و هم کاربرد مسکونی داشته‌است. نمای بیرونی قلعه با گل و گچ اندود کاری شده و هیچ فضای خالی در دیوارهای بیرونی آن به چشم نمی‌خورد. در وسط حیاط قلعه همانند سایر قلاع موجود در ایلام یک حوض تقریباً مربع شکل دارد که آب آن از طریق کانالی که از رودخانه سیکان منشعب می‌شود تأمین می‌گردد که پس از گذر از زیر دیوار ضلع جنوبی قلعه وارد حوض شده و از ضلع شمالی قلعه نیز به خارج هدایت می‌گردد.